# Telecomunicações do Rio de Janeiro
Telecomunicações do Rio de Janeiro S/A (TELERJ) foi a empresa operadora de telefonia do sistema Telebras no estado do Rio de Janeiro antes do processo de privatização em julho de 1998.

## História
A Telerj foi criada em 1976 após a fusão dos estados do Rio de Janeiro e da Guanabara, quando incorporou os serviços telefônicos prestados na maioria dos municípios fluminenses pela Companhia Telefônica Brasileira (CTB), já que alguns dispunham de serviços públicos locais de telefonia, posteriormente absorvidos, como: Empresas Telefônicas de Nova Friburgo e Municipal (de São Sebastião do Alto); Telefônicas de Cambuci, de Miracema e de Valença; Companhias Telefônicas de Barra Mansa, de Duque de Caxias, de Itaocara, de Itaperuna, de Miguel Pereira, Fluminense (de Nova Iguaçu), Paduana (de Santo Antônio de Pádua), de Meriti (de São João de Meriti), Santa Isabel (de Valença).
A Companhia de Telefones do Rio de Janeiro (CETEL), que atendia as regiões Norte e Oeste da cidade do Rio de Janeiro, manteve marca e administração separadas até 1989.

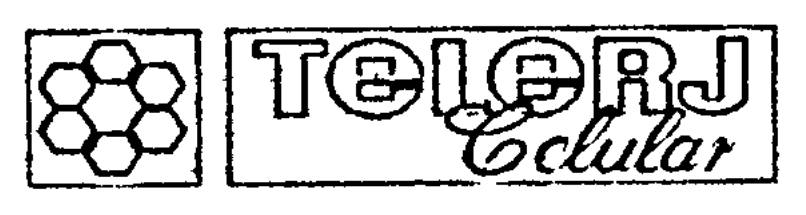
Logo da TELERJ Celular.

Em 1991 a empresa lançou o primeiro serviço de telefonia móvel do brasil sob a marca Telerj Celular, atualmente Vivo.
A empresa foi privatizada em 1998, tendo sido absorvida pela Telemar (telefonia fixa), atual Oi, e pela Telefônica Celular (telefonia móvel), atual Vivo. A marca Telerj deixou de ser usada em 1999.

## Administração
O deputado cassado Eduardo Cunha (PMDB-RJ) foi presidente da TELERJ de 1991 até 1993. Cunha também presidiu a CEHAB, ligada ao Governo do Estado do Rio de Janeiro.